# Petrus Abresch

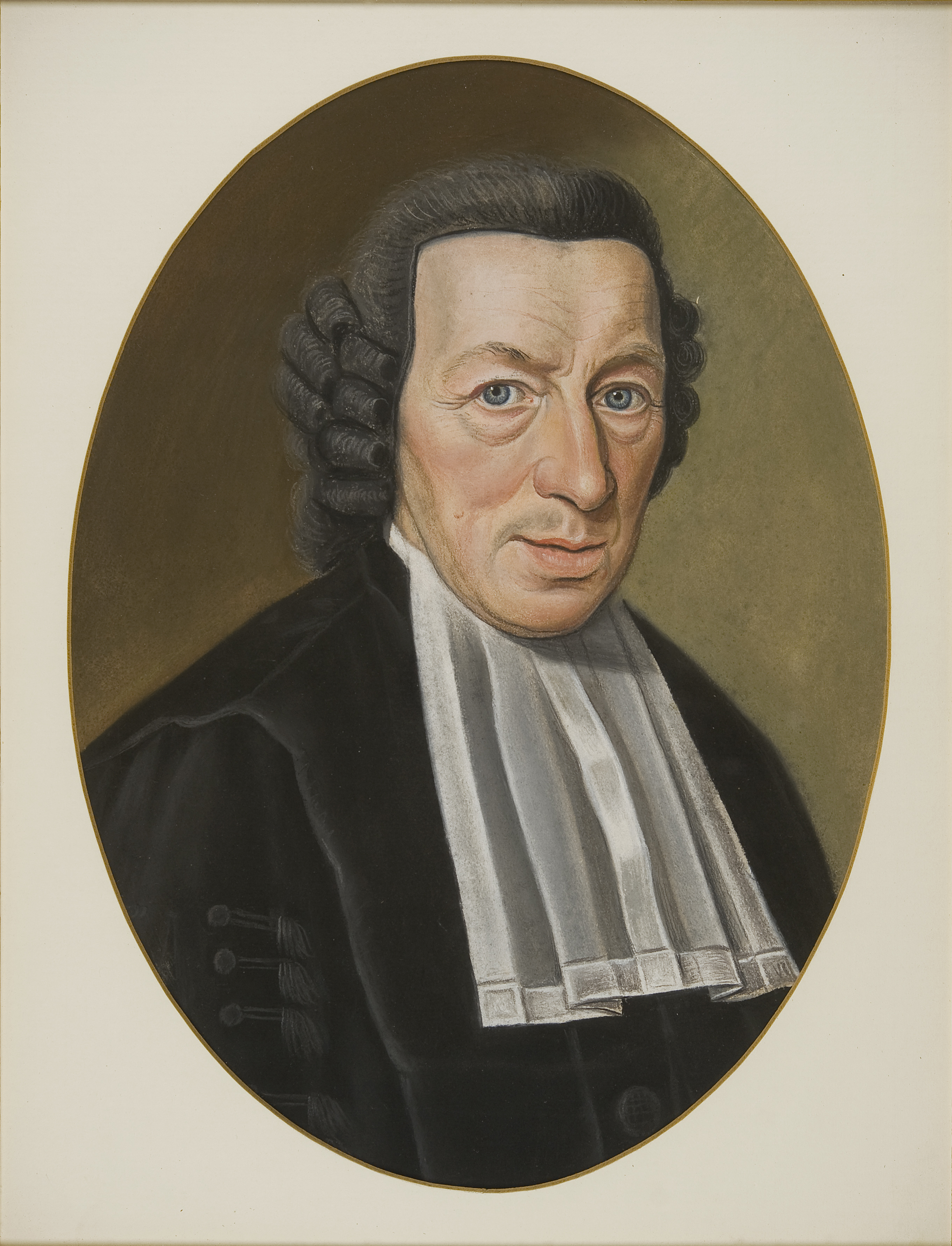
Petrus Abresch

Petrus Abresch (* 27. Januar 1736 in Middelburg; † 11. Dezember 1812 in Groningen) war ein niederländischer reformierter Theologe.

## Leben
Petrus wurde als Sohn des damaligen Rektors Friedrich Ludwig Abresch (1699–1782) und dessen Frau Rebecca Trouillard geboren. Den ersten Unterricht hatte er vom Vater erhalten. Sein Studium begann er 1752 an der Universität Groningen und setzte dies 1756 an der Universität Utrecht fort, um sich der Theologie zu widmen. So konnte er sich eingehend mit der griechischen, lateinischen und arabischen Sprache auseinandersetzen, wie die unter Sebald Rau (1725–1818) am 18. Juni 1756 verteidigte Abhandlung Specimen philologicum in Obadjae V: 1-8 (Utrecht 1756) zeigt.
1758 wurde er Prediger in Ingen, ging in gleicher Eigenschaft 1761 nach Dodewaard,  1765 in Hoorn und 1766 in Groningen. In Groningen wurde er Assistent von Theodorus Lubbers (1731–1804), übte einen großen Einfluss auf die Studenten aus und wurde 1773 zum Professor der Theologie berufen, womit er auch das Amt eines Universitätspredigers übernahm. Dieses Amt trat er mit einer Rede Oratio de hermeneutice sacra optimo doctrinae christianae praesidio an und hatte im selben Jahr zum Doktor der Theologie promoviert. Ein paar Jahre später unterrichtete er die Exegese des Neuen Testaments. Dazu hatte er die theologische Literatur von Johann August Ernesti verwendet.
Aus den Studien dieser Schriften, legte er den Grundstein seiner späteren biblischen Theologie. Da er Orthodoxer Theologe den neuen Zeiten nicht mehr neue Akzente hinzufügen konnte, wurden immer weniger seine Vorlesungen besucht. Schließlich erfolgte am 6. November 1812 seine Emeritierung. Im Laufe seiner Hochschullehrerzeit hatte er sich auch an den organisatorischen Aufgaben der Groninger Hochschule beteiligt und war drei Mal Rektor der Alma Mater gewesen.  Dazu hielt er 1775/76 die Rede De hodierna in doctrina religionis novandi lubidine, 1791/92 De communis hominum vitiositatis origine ac vi und  1799/1800 De sensu hermeneutico.
Aus seiner Ehe mit Elisabeth Wicherts (1737?–1822), stammt der Sohn Frederik Johannes († 1. März 1831). Er wurde Prediger in Finsterwolde.

## Werke
- De vexationibus Christianorum sub imperatoribus. Groningen 1776
- Bedenkingen over ’s Heilands verzoeking in de woestijn. Utrecht 1765
- Paraphrasis et annotationum in epistolam ad Hebraeos specimen I, II en III (Leiden 1786–90) IV ed. Heringa (Utrecht 1817)

## Weblink
- Literatur über Petrus Abresch in der Digitalen Bibliothek der Niederlande (DBNL)

| Personendaten    | Personendaten                          |
| ---------------- | -------------------------------------- |
| NAME             | Abresch, Petrus                        |
| KURZBESCHREIBUNG | niederländischer reformierter Theologe |
| GEBURTSDATUM     | 27. Januar 1736                        |
| GEBURTSORT       | Middelburg                             |
| STERBEDATUM      | 11. Dezember 1812                      |
| STERBEORT        | Groningen                              |